# Филип фон дер Лайен
Филип Франц Вилхелм Игнац Петер фон дер Лайен (на немски: Philipp Franz Wilhelm Ignaz Peter 1.Fürst von der Leyen und zu Hohengeroldseck; * 1 август 1766 в Кобленц; † 23 ноември 1829 в Кьолн) е имперски граф (1775 – 1806), от 12 юли 1806 г. до 1815 г. 1. княз на Княжеството фон дер Лайен и Хоенгеролдсек.
Той е син на имперски граф Франц Георг Карл Антон фон дер Лайен и цу Хоенгеролдсек (1736 – 1775) и Мариана фон Далберг Кемерер фон Вормс, фрайин фон Далберг (1745 – 1804), дъщеря на Франц Хайнрих Кемерер фон Вормс (1716 – 1776), таен съветник на Курфюрство Майнц, и графиня Мария София Анна фон и цу Елтц-Кемпених, нар. Фауст фон Щромберг (1722 – 1763). Pлеменник е на имперския канцлер Карл Теодор фон Далберг (1744 – 1817), архиепископ на Майнц (1802 – 1806) и Регенсбург (1803/05 – 1817).
След смъртта на баща му Франц Георг на 26 септември 1775 г. майка му Мариана фон Далберг е регентка на Близкастел (1775 – 1793). Филип фон дер Лайен е обявен за пълнолетен през 1781 г. и става член на Научната академие в Ерфурт.
Филип фон дер Лайен (1766 – 1829) е издигнат на 12 юли 1806 г. на 1. княз на Княжеството фон дер Лайен и Хоенгеролдсек. През 1815 г. след Виенския конгрес княжеството е прекратено. Той има постоянно место в „Първата камера на племенното събрание“ на Велико херцогство Баден.

## Фамилия
Филип фон дер Лайен се жени на 15 май 1788 г. в Померсфелден за графиня София Тереза Валпургис фон Шьонборн-Визентхайд (* 15 август 1772, Майнц; † 4 юли 1810, при пожар на жилище в Париж), дъщеря на граф Хуго Дамиан Ервайн фон Шьонборн-Визентхайд (1738 – 1817) и графиня Мария Анна Терезия Йохана Валпурга фон Щадион-Вартхаузен-Танхаузен (1746 – 1817). Те имат две деца:
- Мария Амалия Теодора Мария Антония Шарлота Фридерика София Валпургис (* 2 септември 1789, Близкастел; † 21 юли 1870, Зулц), омъжена на 10 август 1810 г. в Париж за граф Пиер Клод Луис Роберт де Ташер де Ла Пагери (* 1 април 1787; † 3 март 1863) (братовчед на императрица Жозефин дьо Боарне)
- Карл Ойген Дамиан Ервайн (* 3 април 1798, Визентхайд; † 17 май 1879, Ваал), 2. княз на Княжеството фон дер Лайен и Хоенгеролдсек, женен на 18 август 1818 г. във Виена за първата си братовчедка графиня София Тереза Йохана фон Шьонборн-Буххайм (* 24 ноември 1798, Прага; † 31 май 1876, Ваал), дъщеря на Франц Филип Йозеф фон Шьонборн-Буххайм (1768 – 1841) и графиня Мария София Антоанета Шарлота Клара Елизабет фон дер Лайен-Хоенгеролдсек (1769 – 1834), дъщеря на имперски граф Франц Георг Карл Антон фон дер Лайен и Хоенгеролдсек (1736 – 1775) и Мариана фон Далберг Кемерер фон Вормс, фрайин фон Далберг (1745 – 1804); имат 6 деца